# Nesselwang
Nesselwang település Németországban, azon belül Bajorországban. Lakosainak száma 3845 fő (2023. december 31.). Nesselwang Jungholz és Wertach községekkel határos.

## Népesség
A település népessége az elmúlt években az alábbi módon változott:
| Lakosok száma | 1515 | 3090 | 2890 | 3407 | 3433 | 3463 | 3567 | 3654 | 3846 | 3845 |
|               | 1875 | 1950 | 1975 | 2011 | 2013 | 2014 | 2016 | 2019 | 2021 | 2023 |